# Cleora vatia
Cleora vatia là một loài bướm đêm trong họ Geometridae.